# Viktor Orbán

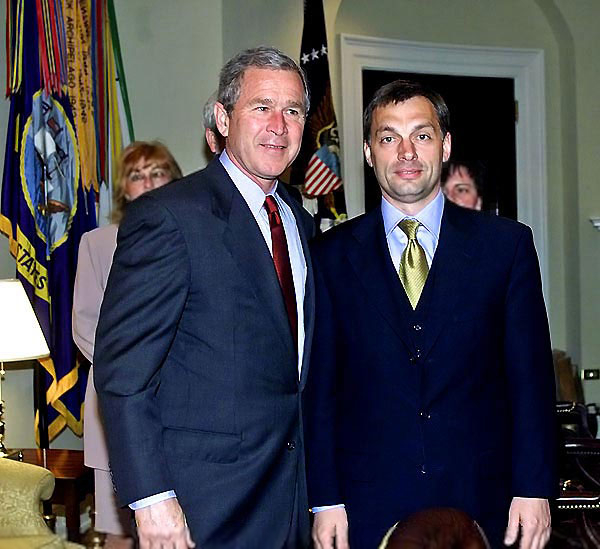
George W. Bush i Viktor Orbán, 2001

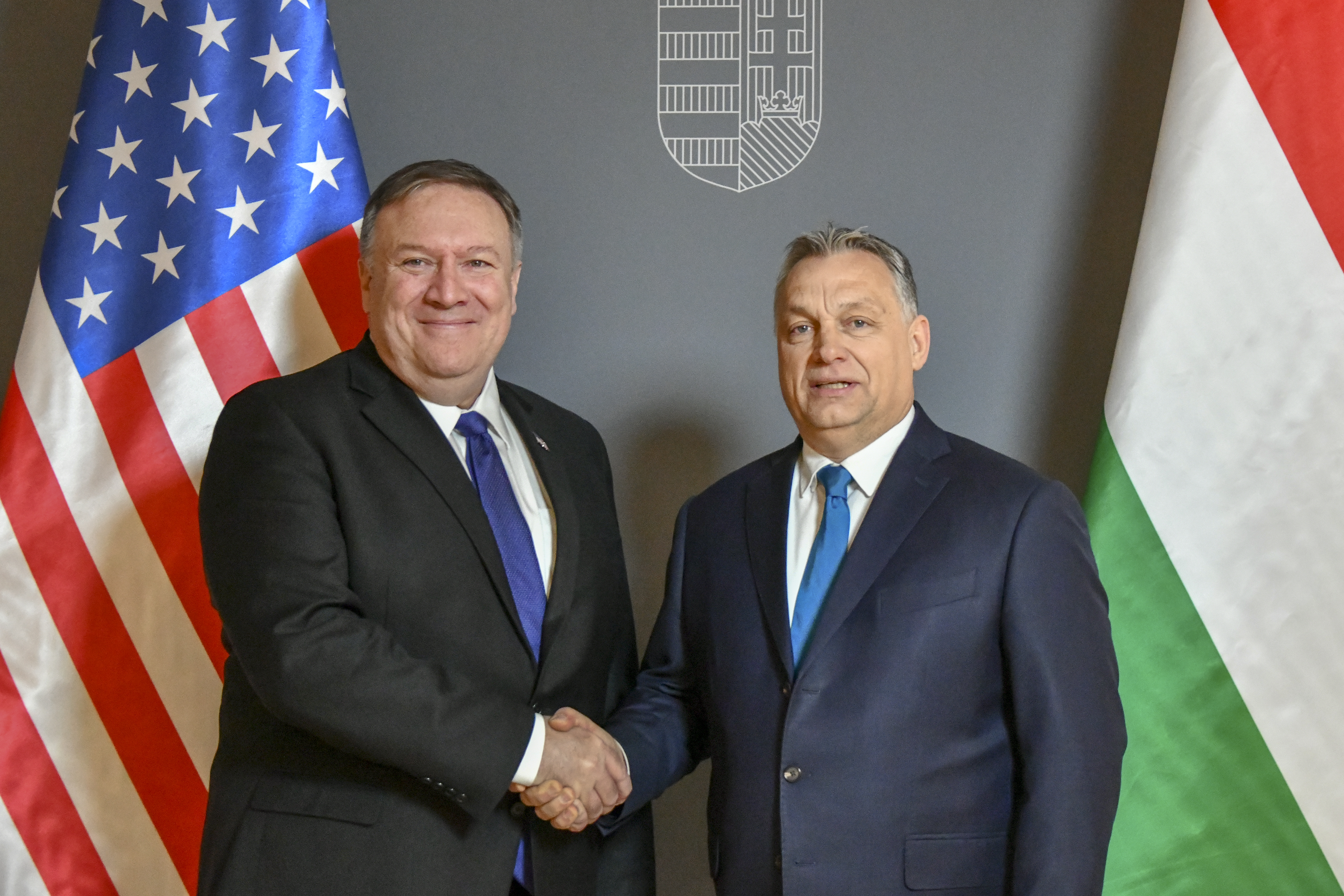
Mike Pompeo i Viktor Orbán, 2019

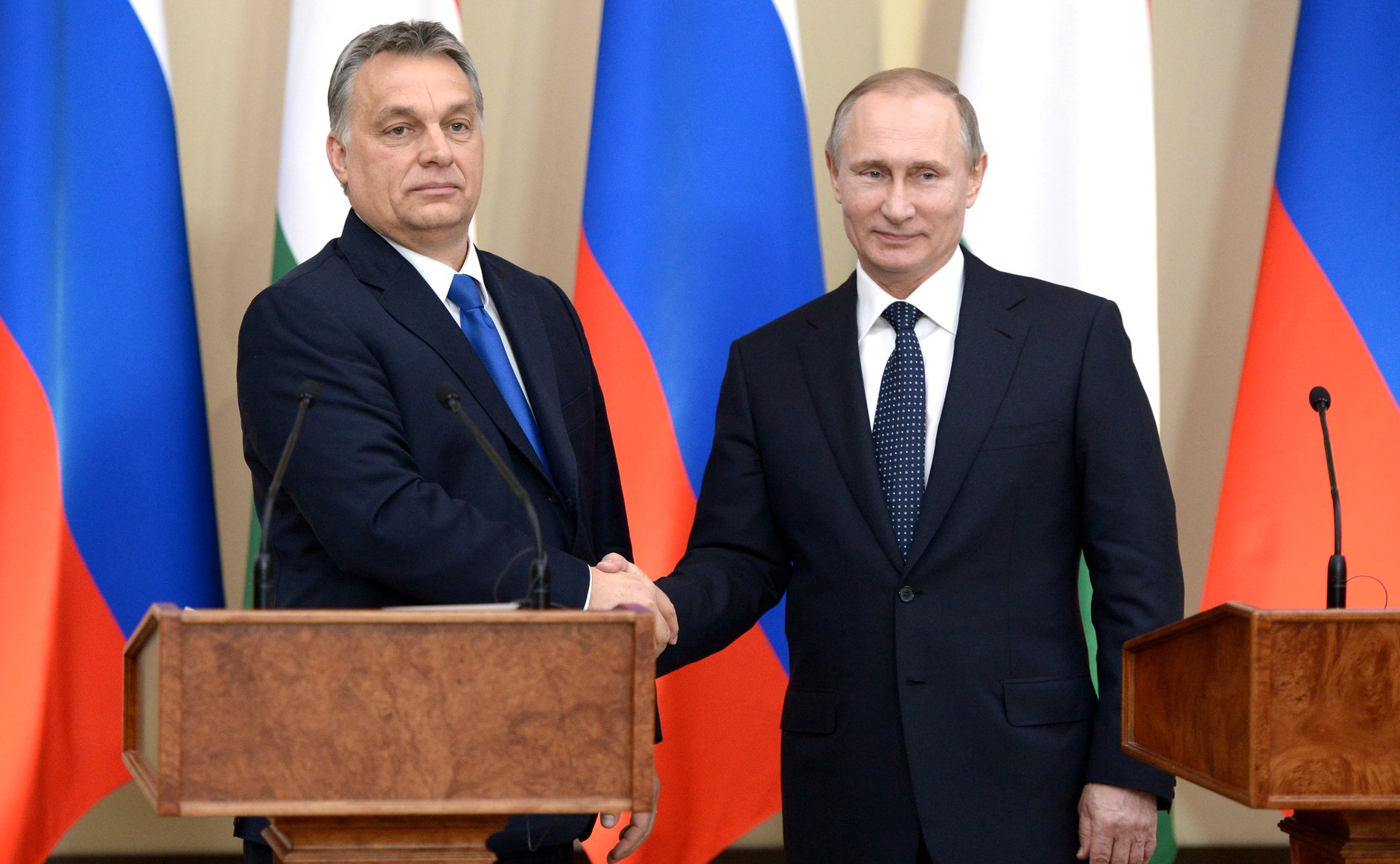
Viktor Orbán i Władimir Putin, 2016

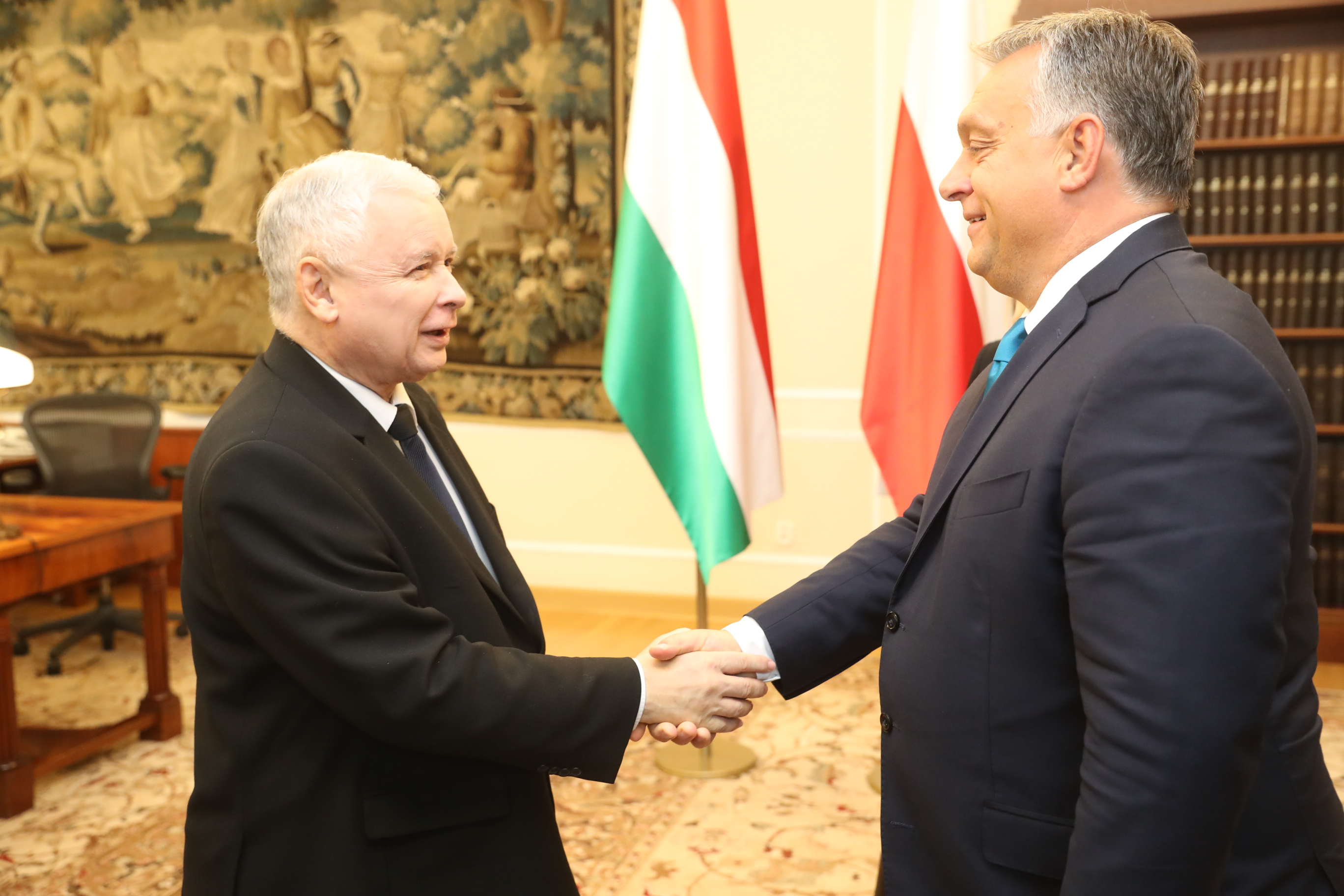
Jarosław Kaczyński i Viktor Orbán, 2017

Viktor Mihály Orbán (wym. [ˈviktor ˈmiha:j ˈorba:n]; ur. 31 maja 1963 w m. Alcsútdoboz) – węgierski polityk i prawnik, od 1990 poseł do Zgromadzenia Narodowego (dziewięciu kolejnych kadencji), przewodniczący Fideszu (w latach 1993–2000 i od 2003), premier Węgier w latach 1998–2002 i od 2010.

## Życiorys

### Wykształcenie i początki działalności politycznej
Dzieciństwo spędził w miejscowościach Alcsútdoboz i Felcsút. W 1977 wraz z rodziną przeprowadził się do Székesfehérváru. W 1987 ukończył studia prawnicze na Uniwersytecie Loránda Eötvösa. Napisał pracę magisterską poświęconą ruchowi społecznemu wewnątrz systemu politycznego na przykładzie Polski. W latach 1989–1990 studiował brytyjską filozofię polityczną w Pembroke College na Uniwersytecie Oksfordzkim jako stypendysta fundacji założonej przez George’a Sorosa. W 1988 znalazł się wśród założycieli Związku Młodych Demokratów (Fidesz). Był uczestnikiem rozmów Trójkątnego Stołu.
16 czerwca 1989 w czasie pogrzebu liderów powstania węgierskiego z 1956 wygłosił przemówienie na placu Bohaterów w Budapeszcie, w którym oddal hołd przywódcom powstania, a także zażądał wycofania z Węgier żołnierzy Armii Radzieckiej i przeprowadzenia wolnych wyborów. Wydarzenie to było transmitowane na żywo w telewizji, co przyczyniło się zyskania przez Viktora Orbána rozpoznawalności. Przemówienie spotkało się z mieszanymi reakcjami; wielu Węgrów i obserwatorów międzynarodowych uznało je za odważne i inspirujące, jednak niektórzy członkowie opozycji krytykowali polityka, zarzucając mu radykalizm i brak odpowiedzialności.

### Działalność parlamentarna i partyjna
W pierwszych wolnych wyborach w 1990 po raz pierwszy uzyskał mandat posła do Zgromadzenia Narodowego. Z powodzeniem ubiegał się o reelekcję w kolejnych wyborach w 1994, 1998, 2002, 2006, 2010, 2014, 2018 i 2022.
W 1993 po raz pierwszy został przewodniczącym Fideszu (wcześniej partia posiadała kolegialne kierownictwo). Ugrupowaniem tym kierował do 2000. Ponownie stanął na jego czele w 2003. Fidesz pod jego kierownictwem przeszedł ewolucję od ugrupowania liberalnego do partii konserwatywnej.

### Premier (1998–2002)
W latach 1998–2002 sprawował funkcję premiera, stojąc na czele centroprawicowego rządu koalicyjnego. Za jego rządów Węgry przystąpiły do NATO, prowadzono również negocjacje nad członkostwem w Unii Europejskiej. Ożywieniu uległy stosunki w ramach Grupy Wyszehradzkiej, jednak na przełomie 2001 i 2002 zostały one praktycznie zamrożone ze względu na spór węgiersko-słowacki o prawa mniejszości węgierskiej oraz dekrety Edvarda Beneša. Podczas rządów Viktora Orbána dokonano rekonstrukcji zniszczonego w czasie II wojny światowej mostu Marii Walerii łączącego Węgry ze Słowacją, a także budowy nowego gmachu Teatru Narodowego w Budapeszcie. W kwestiach gospodarczych był początkowo zwolennikiem liberalizmu. Sprawując funkcję premiera, doprowadził m.in. do zniesienia czesnego za studia wprowadzonego w pierwszej połowie lat 90. przez koalicję socjalliberalną i ponownie przywróconego przez rząd Ferenca Gyurcsánya w 2006. Był zwolennikiem wspierania przez państwo małych i średnich przedsiębiorstw. Za jego kadencji zmniejszyła się inflacja i bezrobocie oraz nastąpił wzrost płac, przy jednoczesnym pogłębieniu się deficytu budżetowego.
W 1999 jego ugrupowanie wystąpiło z Międzynarodówki Liberalnej i zgłosiło akces do centroprawicowej Europejskiej Partii Ludowej. Sam Viktor Orbán w 1992 został wybrany na wiceprzewodniczącego Międzynarodówki Liberalnej, następnie zasiadał w jej komitecie wykonawczym. W 2002 został wiceprzewodniczącym Europejskiej Partii Ludowej. Opowiadał się za pogłębianiem integracji europejskiej, rozszerzeniem UE o państwa bałkańskie oraz budową UE na fundamencie wartości chrześcijańskich.

### Działalność w opozycji (2002–2010)
W wyborach parlamentarnych w 2002 koalicja Fideszu i Węgierskiego Forum Demokratycznego zdobyła więcej głosów od Węgierskiej Partii Socjalistycznej, jednak rząd utworzyli socjaliści i liberałowie ze Związku Wolnych Demokratów. Po przegranych wyborach z 2002 i z 2006 Viktor Orbán pozostał liderem opozycji parlamentarnej. Stanął na czele ruchu obywatelskiego „Naprzód Węgry, Naprzód Węgrzy”.
Znajdujący się w opozycji Fidesz wygrywał w międzyczasie wybory do Parlamentu Europejskiego w 2004 i w 2009. Poparcie dla partii Viktora Orbána stopniowo rosło, do czego przyczynił się skandal wokół Ferenca Gyurcsánya i kryzys gospodarczy pod rządami lewicy.

### Premier (od 2010)
W wyborach w 2010 został oficjalnym kandydatem koalicji Fideszu i Chrześcijańsko-Demokratycznej Partii Ludowej na urząd premiera. Koalicja ta zdecydowanie wygrała wybory, zdobywając ponad 2/3 mandatów w Zgromadzeniu Narodowym. 28 kwietnia 2010 prezydent László Sólyom powierzył Viktorowi Orbánowi misję sformowania nowego rządu. 29 maja 2010 został zaprzysiężony na ten urząd, wcześniej poparło go 261 parlamentarzystów.
Pierwszą zagraniczną wizytę złożył w Warszawie. W pierwszej połowie 2011 jego rząd koordynował węgierską prezydencję w Radzie Unii Europejskiej. W tym samym roku z inicjatywy rządzącej większości uchwalono nową konstytucję (Magyarország Alaptörvénye), zawierającą preambułę traktującą totalitarny okres okupacji nazistowskiej i władzy komunistycznej (tj. od 19 marca 1944 do 2 maja 1990) jako okres braku niepodległości Węgier. Ponadto z inicjatywy jego rządu wprowadzono podatek liniowy PIT na poziomie 16% oraz obniżono podatek CIT dla małych i średnich przedsiębiorców. Od 2011 na Węgrzech zaczął pogłębiać się kryzys gospodarczy, agencja ratingowa Standard & Poor’s obniżyła poziom wiarygodności ratingowej do tzw. poziomu śmieciowego, zaś początkowe negocjacje rządu Viktora Orbána z Międzynarodowym Funduszem Walutowym nie przyniosły sukcesów. Węgierski rząd przeforsował wówczas m.in. podwyższenie podstawowej stawki podatku VAT do 27% (najwyższej stawki w krajach Unii Europejskiej). W 2016 rating Węgier został podwyższony przez Standard & Poor’s do poziomu BB+.
W styczniu 2012 partie opozycyjne zorganizowały antyrządową manifestację w Budapeszcie (jej liczebność zagraniczne media określiły na dziesiątki tysięcy uczestników, zaś według organizatorów miało rzekomo w niej wziąć udział 100 tysięcy osób), protestując przeciwko wejściu w życie (od 1 stycznia 2012) nowej konstytucji, zarzucając ograniczanie demokracji. Działania gabinetu Viktora Orbána stały się także przedmiotem krytyki ze strony międzynarodowej prasy (m.in. „Financial Times” i „La Stampa”). 21 stycznia 2012 w węgierskiej stolicy odbyła się prorządowa manifestacja, której liczebność oszacowano na ponad 100 tysięcy osób, zaś według organizatorów miało wziąć w niej udział około 250 tysięcy manifestantów.
W 2014 kierowana przez niego koalicja zwyciężyła w kolejnych wyborach parlamentarnych, uzyskując 2/3 mandatów w Zgromadzeniu Narodowym. 6 czerwca 2014 rozpoczął działalność trzeci rząd Viktora Orbána. Podobny wynik sojusz ten odnotował w następnych wyborach w 2018. 18 maja 2018 zaprzysiężono czwarty gabinet kierowany przez lidera Fideszu.
W wyborach w 2022 blok Fidesz-KDNP odniósł kolejne zwycięstwo, utrzymując większość konstytucyjną w parlamencie. 24 maja 2022 urzędowanie rozpoczął piąty gabinet Viktora Orbána.

## Krytyka
Polityka prowadzona przez Viktora Orbána po powrocie w 2010 do władzy określana jest przez jego krytyków jako prowadząca do erozji demokracji na Węgrzech i zwracająca ten kraj w kierunku państwa autorytarnego. Zdaniem krytyków rządy węgierskiego premiera doprowadziły do rozkładu demokratycznych struktur Węgier, w tym znaczącego ograniczenia niezależności i niezawisłości władzy sądowniczej. Rząd oskarżany jest również o podejmowanie działań ograniczających wolność prasy, takich jak przejęcie kontroli nad mediami państwowymi i niemalże wszystkimi mediami prywatnymi (według badania z 2017 90% wszystkich węgierskich mediów kontrolowanych było wówczas przez rząd lub węgierskich właścicieli będących stronnikami Viktora Orbána).

## Życie prywatne
Żonaty z prawniczką Anikó Lévai; ma pięcioro dzieci (cztery córki i syna). Jest wiernym Węgierskiego Kościoła Reformowanego. Występował w klubie piłkarskim FC Felcsút. W 2007 założył klub piłkarski Puskás Akadémia FC (nazwany na cześć Ferenca Puskása).

## Odznaczenia i wyróżnienia
Ordery i odznaczenia
- Krzyż Wielki Orderu Narodowego Zasługi – Francja (2004)[4]
- Krzyż Wielki Orderu Świętego Grzegorza Wielkiego – Watykan (2004)[49][4]
- Order 8 Września – Macedonia (2013)[50]
- Order Republiki Serbii I klasy – Serbia (2022)[51]

Nagrody i wyróżnienia
W 2001 otrzymał „Freedom Award” przyznaną przez American Enterprise Institute oraz Franz Josef Strauß-Preis od Fundacji Hannsa Seidela. Tygodnik „Gazeta Polska” przyznał mu tytuł „Człowieka Roku 2013”. Podczas XXVI edycji Forum Ekonomicznego w Krynicy-Zdroju w 2016 z rąk premier Beaty Szydło odebrał tytuł „Człowieka Roku” 2015. W 2022 otrzymał złoty medal od redakcji azerskiego magazynu „My Azerbaijan”.

## Publikacje książkowe
- 2003: A történelem főutcáján: Magyarország, 1998–2002.
- 2006: 20 év: beszédek, íràsok, interjúk 1986–2006.
- 2007: Egy az ország (wydanie w języku polskim pt. Ojczyzna jest jedna, 2009).
- 2010: Rengéshullámok: beszédek, írások, 2009–2010.